# Räuberberg (Görsdorf)

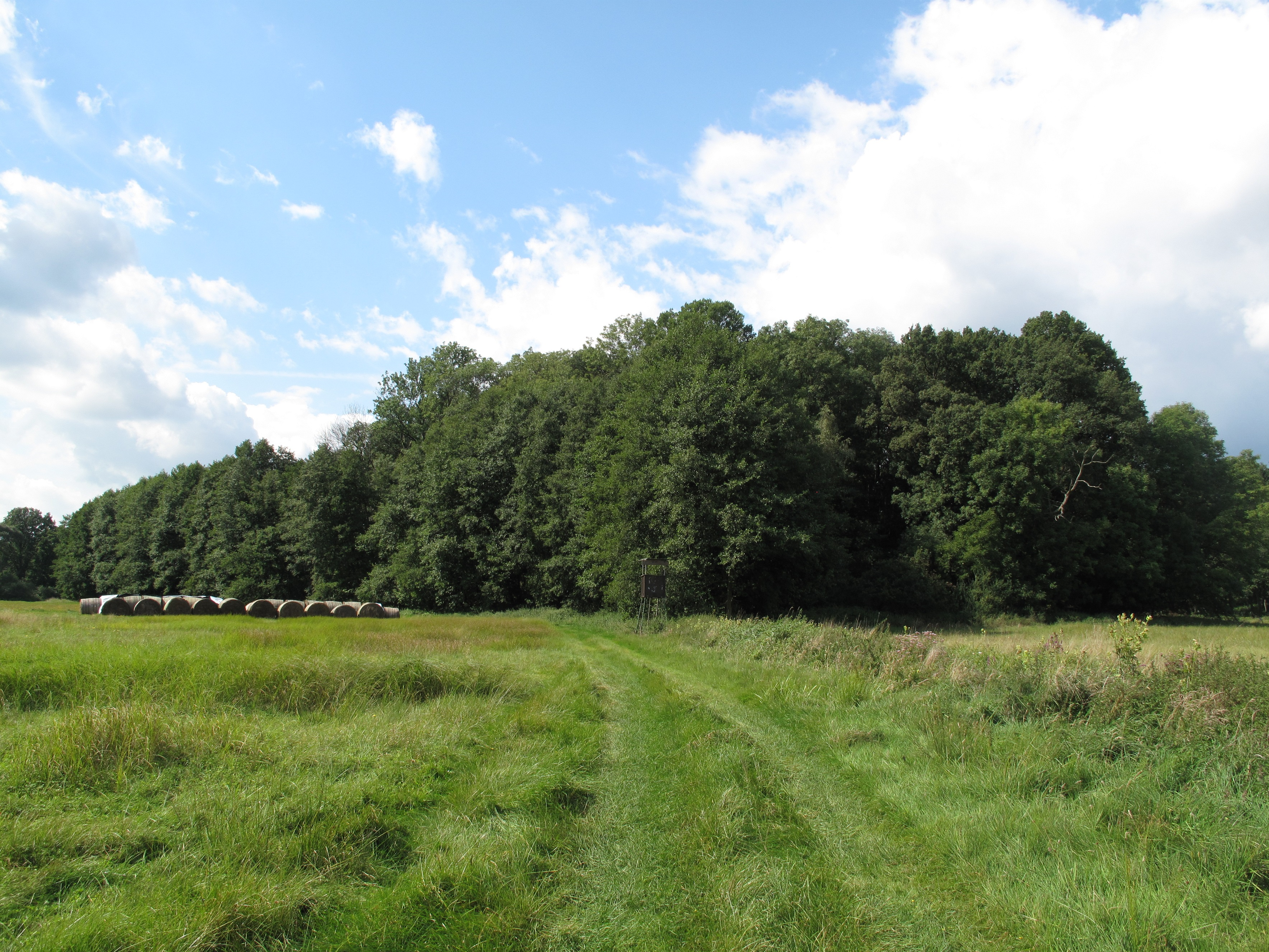
Talsandinsel des Räuberbergs in der Niederung des Blabbergrabens

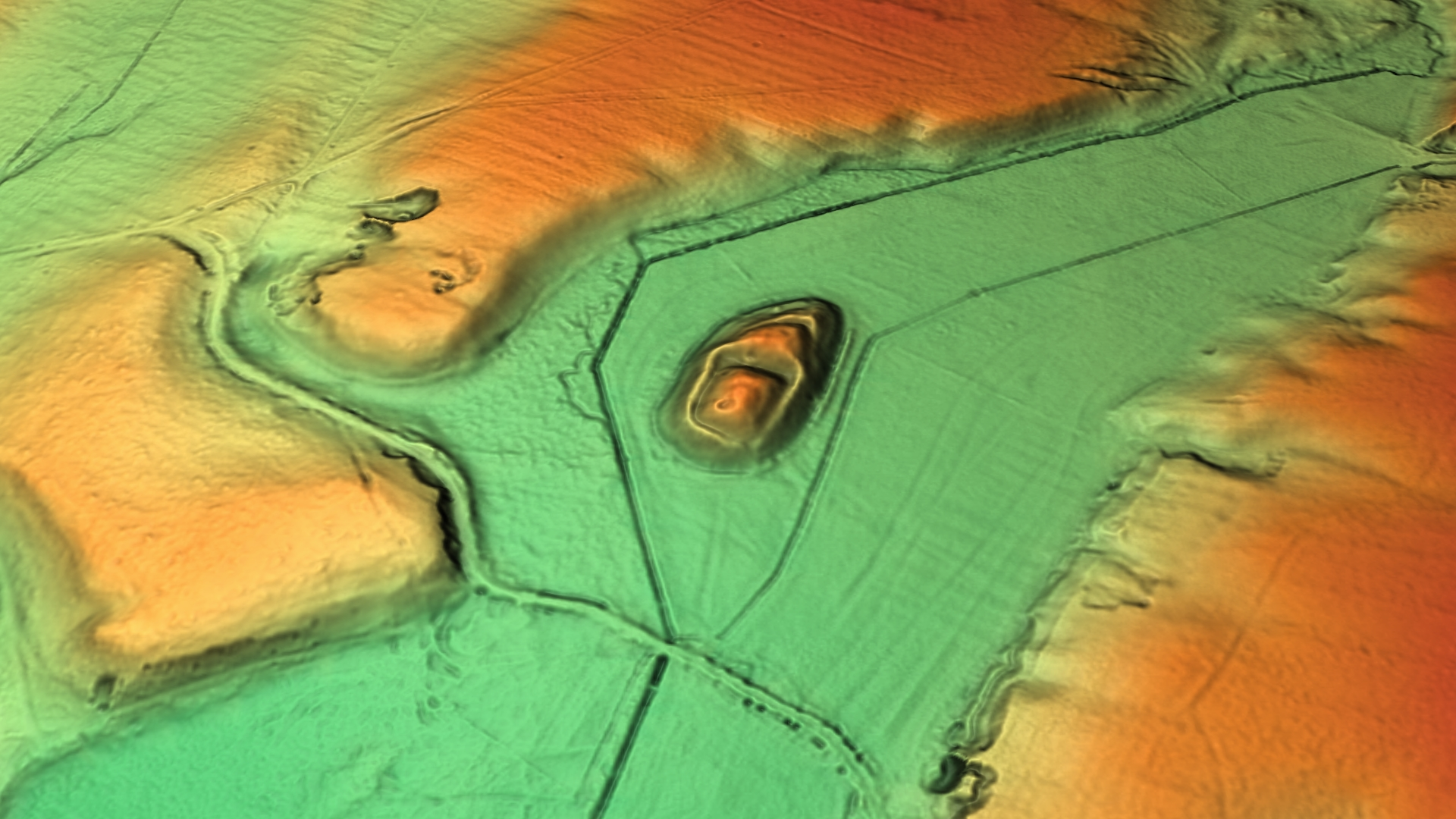
3D-Ansicht des digitalen Geländemodells

Der Räuberberg ist ein Bodendenkmal in Görsdorf, einem Ortsteil der Gemeinde Tauche im Brandenburger Landkreis Oder-Spree.
Auf dem 58,1 Meter hohen Hügel befand sich eine mittelalterliche deutsche Adelsburg, von der außer den Resten des Burgwalls und archäologischen Funden aus dem 12. bis 13. Jahrhundert keine Zeugnisse existieren – in Urkunden und sonstigen Dokumenten des Mittelalters wird die Burg nicht erwähnt. Allerdings ist der Räuberberg im Sagenschatz der Region mehrfach vertreten.

## Lage und Naturraum

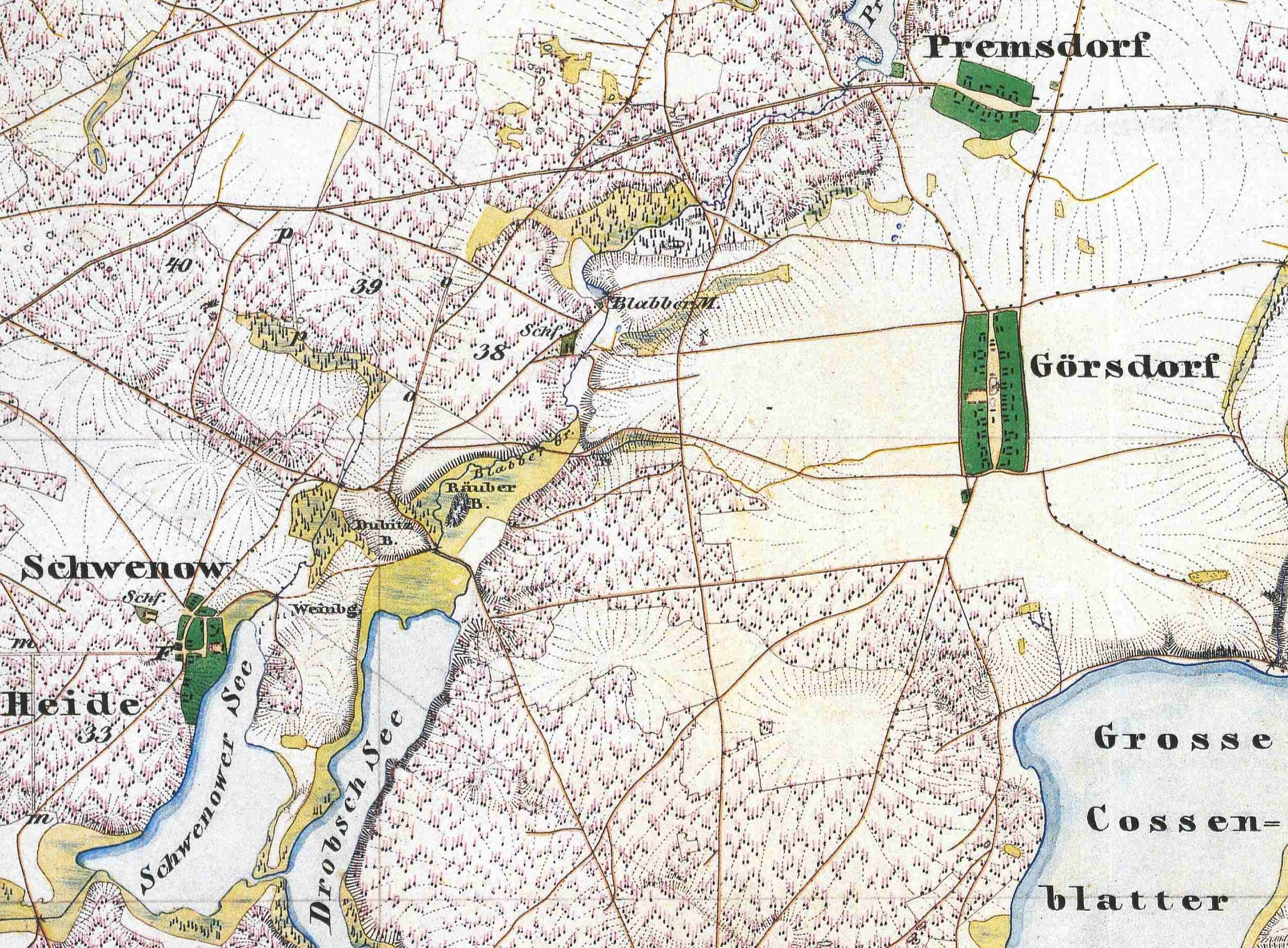
Region und Räuberberg in der Preußischen Uraufnahme von 1846

Der Räuberberg, der nur auf Waldwegen erreichbar ist, liegt im Westen der Gemarkung Görsdorfs und nordöstlich von Schwenow, einem Dorf des Storkower Ortsteils Limsdorf. Er befindet sich in der Rinne des Blabbergrabens nördlich des Drobschsees. Rund 900 Meter bachaufwärts folgt ein weiteres Bodendenkmal, die Blabbermühle, die dem Graben den Namen gab.
Der rund 14 Kilometer Blabbergraben verbindet und entwässert fünf langgezogene Seen im Südwesten der Beeskower Platte von Nord nach Süd in die Krumme Spree zwischen Werder und Kossenblatt. Die Beeskower Platte wird als Nr. 824 in den Naturräumlichen Haupteinheiten Deutschlands in der Haupteinheitengruppe Nr. 82 Ostbrandenburgisches Heide- und Seengebiet geführt. Im Untergrund der Platte überwiegen saaleeiszeitliche Grundmoränenflächen, die weitgehend von flachwelligen Endmoränenbildungen der letzten Eiszeit überlagert werden. Das siedlungsarme Gelände ist in ein ausgedehntes Waldgebiet eingebettet und gehört zum Naturschutzgebiet Schwenower Forst sowie zum Naturpark Dahme-Heideseen und zum Landschaftsschutzgebiet Dahme-Heideseen.

## Geschichtliche Einordnung
Die zuvor slawische Region wurde im 12. Jahrhundert im Zuge der Deutschen Ostsiedlung aus dem Wettinischen heraus besiedelt und war Bestandteil der späteren Herrschaft Beeskow in der Markgrafschaft Lausitz. Storkow, gelegen an der Nordgrenze der Lausitz und Zentrum der benachbarten Herrschaft Storkow, wurde im Jahr 1209 ersterwähnt, die Burg Storkow wahrscheinlich um 1150 angelegt. Für die wettinischen Landesherren hatten Storkow und die Region eine große strategische Bedeutung bei der Eingliederung des Gebietes in das Heilige Römische Reich und die Sicherung der Grenzen. Soweit die Burg auf dem Räuberberg tatsächlich auf das 12. Jahrhundert zurückgeht, wäre sie eine der ältesten deutschen Befestigungsanlagen aus dieser Periode der Ostsiedlung im Bereich der heutigen Gemeinden Tauche und Rietz-Neuendorf. Die umliegenden Dörfer wurden, gemessen an den urkundlichen Ersterwähnungen, deutlich später gegründet. Görsdorf wurde beispielsweise 1443, das zu Görsdorf gehörige Premsdorf 1460, Limsdorf 1393, Lindenberg 1284, Schwenow 1490, Kossenblatt 1208 und Werder 1376 ersterwähnt.
In unmittelbarer Nähe der Burg, nördlich des Drobschsees, lag die Drobschmühle, die laut Günter de Bruyn im Dunkel der Geschichte versunken ist. Die einzige schriftliche Erwähnung dieser Mühle (als Drobschmole) stammt aus einem Lehnsbrief aus dem Jahr 1376 der von Strele, Herren zu Beeskow und Storkow, für die Ritter von Queiß.

## Das Bodendenkmal

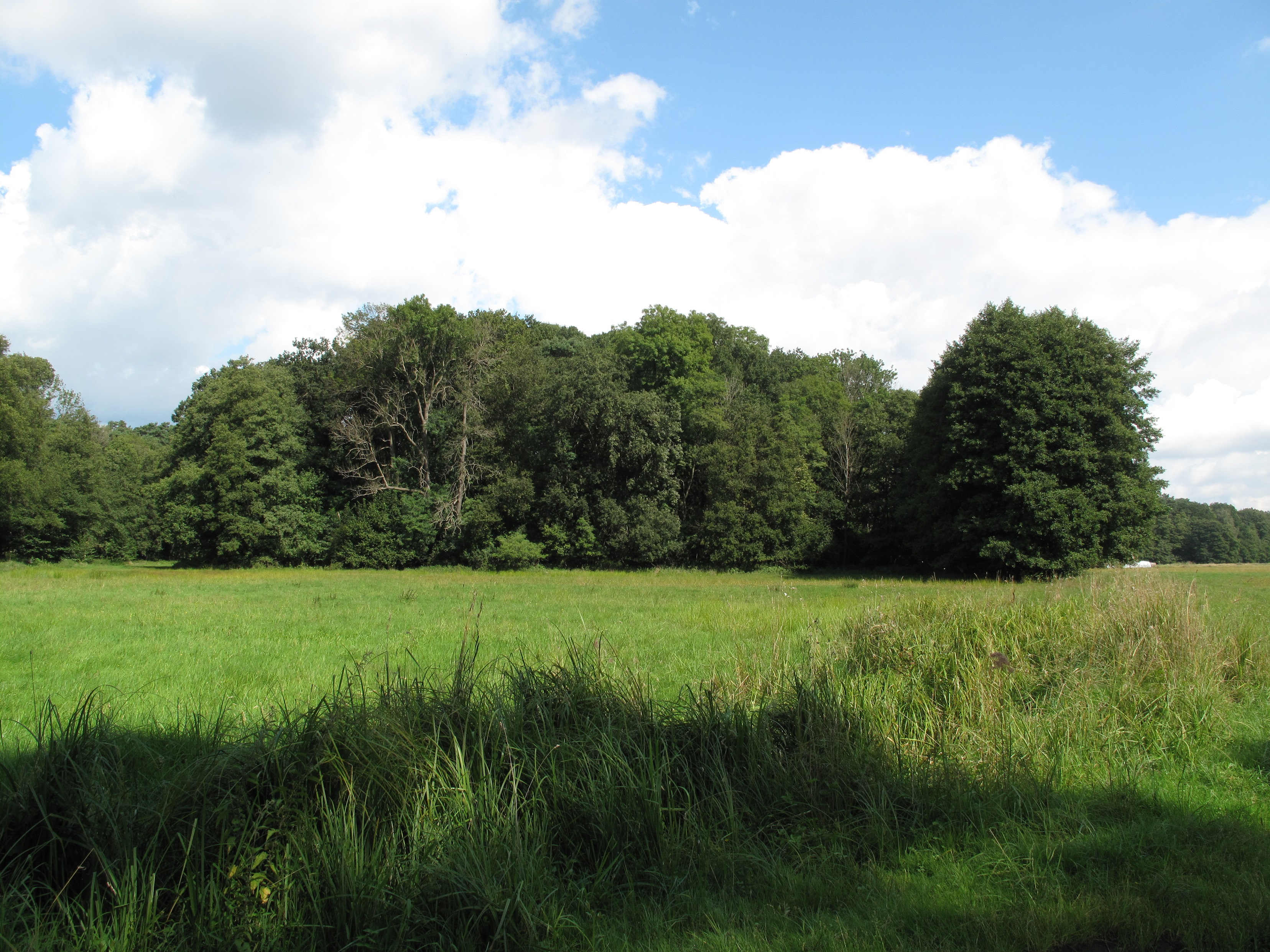
Der Räuberberg im Jahr 2014

Der Räuberberg ist unter der Bezeichnung Burg Deutsches Mittelalter als Bodendenkmal ausgewiesen. In der Liste der Bodendenkmale wird er als Nummer 90383 unter „Görsdorf  (B)“ geführt. Das Historische Ortslexikon gibt die Lage des Räuberbergs mit 2,2 Kilometer westsüdwestlich des Angerdorfs Görsdorf an und vermerkt Reste des Burgwalls einer Adelsburg, Funde des 12. bis 13. Jh. auf einem Hügel nördlich des Drobsch-Sees. Annahmen, es habe sich ursprünglich um einen Slawischen Burgwall oder slawischen Fürstensitz gehandelt, haben sich nicht bestätigt.

### Beschreibung
Der 58,1 Meter hohe Räuberberg bildet eine Talsandinsel in der Niederung des Blabbergrabens und erhebt sich bis zu 18 Meter über das umliegende Geländeniveau. Der Blabbergraben umfließt die Reste der Befestigungsanlage aus Plateaus, Wällen und Gräben heute auf der Ostseite in einem Bogen. Nach Angabe des Historikers Leopold von Ledebur war der Hügel noch 1852 gänzlich von einem Wassergraben umgeben (siehe unten). Das offene, feuchte Wiesengelände und die Wasserläufe boten der Burganlage natürlichen Schutz.
Die Burganlage wurde aus einem natürlichen, zweigeteilten Hügel herausgearbeitet, dessen Länge rund 160 und dessen Breite rund 80 Meter beträgt. Beide Kuppen sind von Wällen und Gräben umgeben und mit Mischwald bewachsen. Die ehemalige Kernburg lag wahrscheinlich im Bereich des fast rechteckigen Plateaus auf der Südseite. Nach Angabe von Martin Petzel aus dem Brandenburgischen Landesamt für Denkmalpflege und Archäologischen Landesmuseum erbrachten drei Erdaufschlüsse eine Kulturschicht, die auf einem sorgfältig gesetzten Feldsteinpflaster aufliegt.

### Archäologische Funde
Aus dem Aufschluss der Kulturschicht stammen folgende Funde:
- Pferde- und Wildschweinknochen
- verschiedene eiserne Pfeilspitzen
- Nägel und eine Schere
- Hüttenlehm, Ziegelbruch und vor allem
- Keramik aus dem 13. Jahrhundert
- Gefäße aus harter Grauware und Oberlausitzer Sandbodenkeramik aus dem 13. und 14. Jahrhundert.

Die dünnwandige Keramik aus dem 13. Jahrhundert besteht aus fein geschlämmtem grauen Ton mit Gurtung. Sie wird als spätslawische/frühdeutsche Übergangsform eingeordnet. Nicht mehr erwähnt wird in dieser Auflistung von Petzold aus dem Jahr 2005 eine starke Eisenkette, die nach Angabe Ledeburs zum Ende des 18. Jahrhunderts auf moorigem Grund gefunden worden sein soll und als Teil einer ehemaligen Zugbrücke galt (siehe unten).

### Historische Beschreibungen
Als Räuberberg wurde der Hügel sehr wahrscheinlich erstmals 1704 auf einer Flurkarte der Görsdorfer Gemarkung verzeichnet. Das Interesse der Archäologen an dem Hügel setzte, soweit bekannt, in der Mitte des 19. Jahrhunderts ein. Leopold Freiherr von Ledebur beschrieb ihn 1852. Der Pathologe und Politiker Rudolf Virchow, der auch auf den Gebieten der Anthropologie, Ethnologie und Archäologie erfolgreich war und als erster zwischen slawischer (Burgwalltyp) und bronzezeitlicher Keramik (Lausitzer Typ) unterschied und so die Burgwallforschung förderte, besuchte den Räuberberg in der zweiten Hälfte des 19. Jahrhunderts. Virchow untersuchte den Hügel nur oberflächlich und verzichtete wegen des starken Wurzelwerks auf eine Grabung. 1888 stellte der Mediziner Robert Behla, der zu den Mitbegründern der Niederlausitzer Gesellschaft für Anthropologie und Urgeschichte gehörte, den Burgwall in seiner Arbeit Die vorgeschichtlichen Rundwälle im östlichen Deutschland dar. 1896 berichtete Hermann Busse, laut Heimatmuseum Woltersdorf der „Märkische Schliemann“, in der Zeitschrift für Ethnologie über den Räuberberg. 1933 teilte Walter Dinger im Kreiskalender Beeskow-Storkow mit, Bodenfunde, die Aufschluss über Alter und Art der Besiedlung der Wallanlage geben könnten, seien seines Wissens nicht vorhanden.

#### Ledebur 1852
Der Historiker, Adelsforscher und Heraldiker Leopold Freiherr von Ledebur nahm den Räuberberg 1852 in sein Werk Die heidnischen Alterthümer des Regierungsbezirks Potsdam auf. Unter Kossenblatt trug er ein:

„In dem Thale des kleinen Fliesses, genannt die Blabber zwischen hier und Schwenow wird ein Hügel der Räuberberg genannt (vergl. Görsdorf), auf welchem in neuerer Zeit eiserne Pfeilspitzen gefunden worden sind.“

Auf derselben Seite folgte unter Görsdorf ausführlicher:

„In einem Wiesenthale nördlich vom Drobsch See liegt der sogenannte Räuberberg. Sein Umfang beträgt am Fusse 500 Schritt, und ist er mit einem noch sichtbaren Graben umgeben. Seine Höhe beträgt 70 bis 80 Fuss. Der in einer Höhe von 40 bis 50' abermals von Wall und Graben umzogene Gipfel ist 100' lang und 60' breit. Der Scheitel des Berges ist durch einen tiefen Einschnitt in zwei ungleiche Theile geschieden, deren südlicher 60' von S. nach N. und 70 bis 80' von 0. nach W. hat, der nördliche dagegen 40' von N. nach S. und 70 bis 80' von 0. nach W. Im Inneren des jetzt mit Gestrüpp bewachsenen Berges sollen sich nach Aussage der Eigenthümer Spuren von Gemäuer vorfinden und zu Ende des vorigen Jahrhunderts soll am Fusse desselben auf moorigem Grunde eine starke eiserne Kette gefunden worden sein, die man als Ueberrest einer hier einst vorhanden gewesenen Zugbrücke angesehen hat.“

#### Busse 1896
Hermann Busse (1847–1921) wurde durch prähistorische Ausgrabungen bekannt und arbeitete zeitweise im Auftrag des Märkischen Museums und als dessen Bezirkspfleger. 1896 hieß es in der Zeitschrift für Ethnologie: Hr. Hermann Busse macht, unter Vorlegung der Fundstücke, folgende Mitteilungen: […]. Die Mitteilung Nr. 3, der Busse die rechts abgebildete Skizze des Burgwalls beistellte, war überschrieben mit Der Burgwall oder Räuberberg bei Görsdorf, Kreis Beeskow-Storkow. Busse schrieb:

„Besucht am 24. August 1895. Derselbe liegt […] in sumpfigem Wiesen-Terrain, das in Norden und Westen vom Blabber-Graben umspült wird, […]. Der Burgwall enthät 2 Rundwälle (Fig. 6), ist eiförmig, scheint eine natürliche Anhöhe zu sein und gehört dem Amtmann Paschke in Görsdorf. Die beiden Kuppen sind 70 Fuss hoch, der Umfang beträgt 630 Schritt. Die Eiform erstreckt sich von Nord nach Süd. Im Osten ist der Graben noch gut erkennbar, im Westen weniger. Der Eingang führt, von Süden langsam bis 45 Fuss Höhe links aufsteigend, zum Einschnitt zwischen der nörl. und südl. Kuppe oder Krone. Die Aussenseite dieses Weges ist mt einem 4 Fuss hohen Wall versehen. Ein Kessel befindet sich nicht auf den Kronen. Der Zufluchtsort scheint zwischen den beiden Kronen gelegen zu haben. Eine nähere Untersuchung konnte ich wegen vorgerückter Abendstunde nicht vornehmen; auch ist der Einschnitt, sowie der ganze Burgwall, mit 50–70 jährigem Mischwald (Eichen, Birken und Tannen) bewachsen, die einer Untersuchung recht hinderlich sind. Die südl. Krone hat am oberen Wege 260 Schritte Umfang und oben 70–75 Schritte Durchmesser, die nördl. Krone hat in derselben Höhe 226 Schritte Umfang und oben 70 Schritte Durchmesser. Nach Norden ist in der Höhe von 40 Fuss nochmals ein Vorwall.“

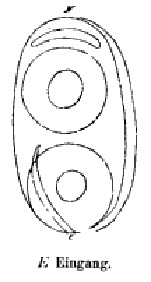
Skizze von Hermann Busse von 1896

Busse teilte ferner mit, in Ahrensdorf habe er eine eiserne Kugel von 4 cm Durchmesser erworben, die von dem Burgwall stammen soll, was er aber bezweifle. Er wies zudem auf die Darstellung Ledeburs hin und gab Behla’s Angabe wieder, der Wall habe 500 Schritte Umfang, 70 bis 80' Höhe und bei 40–50' Höhe noch einen Graben. Die Fundstücke, die Busse laut Redaktion der Zeitschrift vorlegte, stammten von einem germanischen Urnenfeld auf den nahe gelegenen Lüttkenbergen bei Wulfersdorf, von dem colossale Massen von Steinen abgefahren sind, unter welchen sich die Gefäße befanden. Sonstige Funde seien ihm nicht bekannt.

## Sagen zum Räuberberg

### Die Lüttchen vom Räuberberg

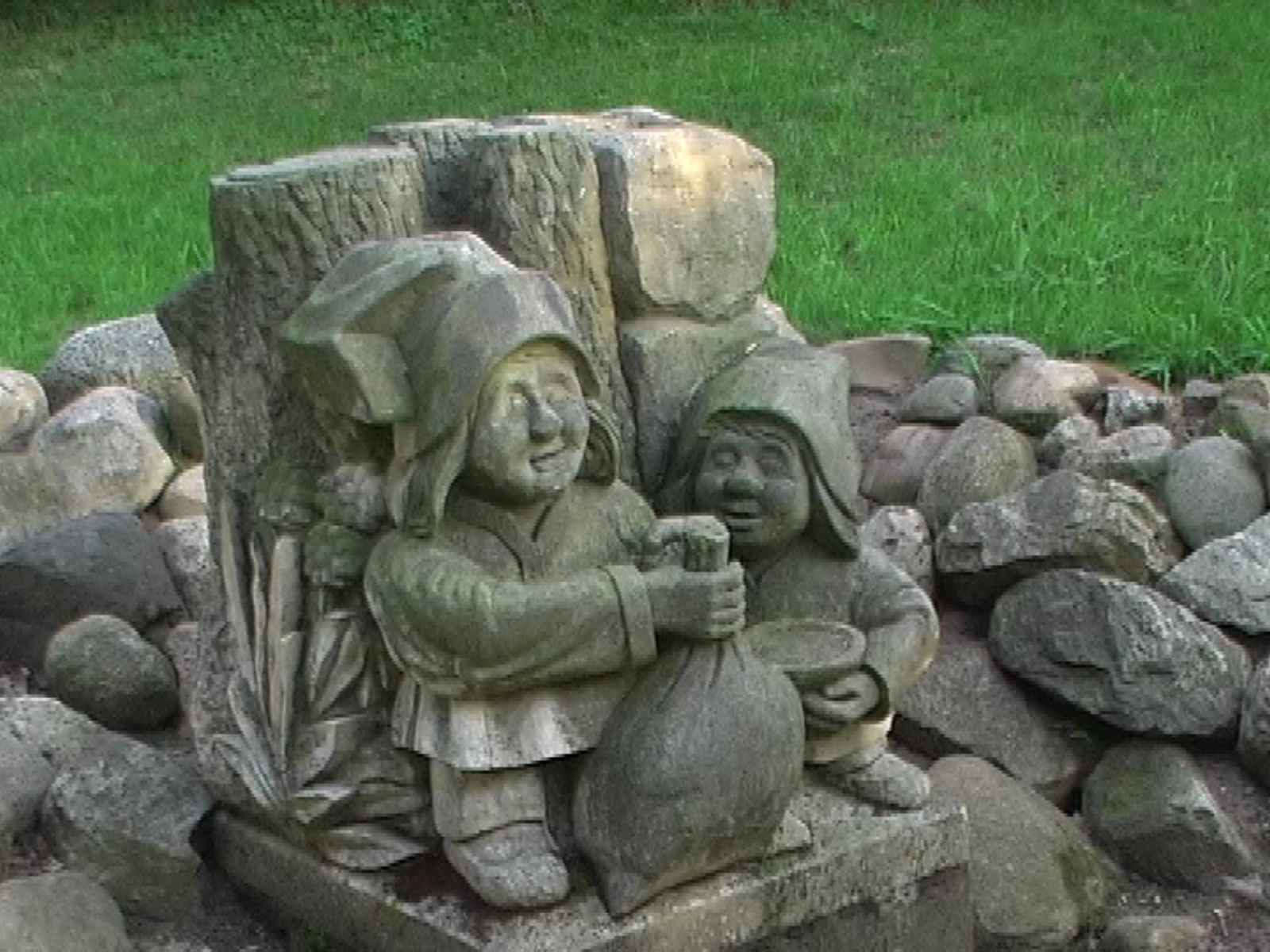
Skulptur von Lutken in Burg (Spreewald)

Die von Busse erwähnten Lüttkenberge trugen, wie viele weitere Hügel der Region wie beispielsweise bei Lindenberg, ihren Namen nach der Lausitzer Sage über die meist in der Erde wohnenden Zwerge der Lutken, in der Mark Brandenburg Lutchen, Lüttjen, Lütken oder Lüttken genannt. Auch der Räuberberg war der Sage nach ein Sitz der kleinen Leute, die den Menschen meist freundlich gesinnt gewesen sein sollen. Die Menschen in den umliegenden Dörfern erzählten über die Burgstelle, dass die kleinen Leute auf und in dem Berg gewohnt haben. Die Lüttchen waren sehr lärmempfindlich und mit dem Eindringen des Christentumes wanderten sie, erschreckt durch den Klang der Kirchenglocken, aus. Nach anderer Darstellung verließen die Lüttchen den Räuberberg, als Neugierige sie beobachteten. Seither wurden sie nicht mehr gesehen.

### Strauchritter oder Raubritter als Namensgeber
Eine andere Sage zum Räuberberg erklärt, wie der Berg zu seinem Namen kam. Danach sollen hier Strauchritter gehaust haben, die es besonders auf die Leute abgesehen hatten, die von Schwenow, Werder und Limsdorf nach Kossenblatt reisten, um dort Waren einzukaufen. Über eine schmale Straße zwischen dem Drobschsee und dem Sumpf am Räuberberg sei eine verborgene Schnur gezogen worden. Stießen Leute daran, sei eine Glocke ertönt. Auf dieses Zeichen seien die Wegelagerer herbeigestürmt und hätten die Leute beraubt. Daher hätte der Hügel den Namen Räuberberg erhalten. Zudem hätten die Räuber einst ein junges Mädchen gefangen und in ihre Höhle geschleppt. Nach einem harten Dienstjahr bei den Räubern mit Kochen, Backen, Waschen und Flicken, in dem sie kein liebes Wort vernommen habe, sei ihm die Flucht gelungen. Ferner soll auf dem Hügel nach den Erzählungen der Alten ein Schatz vergraben liegen, der von zwei schwarzen Hunden bewacht wird.
Der Schriftsteller Günter de Bruyn sieht einen wahren, historischen Kern der Sage in der Möglichkeit, dass die Befestigungsanlage aus frühdeutscher Zeit in den politischen Wirren des 14. Jahrhunderts von Raubrittern genutzt worden sein könnte.

## Naturschutz und Flora

### Ehemaliges Naturdenkmal
Der Räuberberg wurde 1938 gemäß § 3 RNG (Reichsnaturschutzgesetz) als Naturdenkmal eingestuft. Der Schutzstatus wurde 1950 vom damaligen Kreis Beeskow-Storkow bestätigt. Noch 2006 hieß es in einem Artikel der Naturparkverwaltung Dahme-Heideseen, der Räuberberg sei neben dem Boden- auch ein Naturdenkmal. In der Liste der Flächennaturdenkmale im Landkreis Oder-Spree ist er allerdings nicht mehr verzeichnet. Aus einem Entwurf zum Außerkrafttreten der Verordnung über die Naturdenkmäler im Landkreis Oder.Spree aus dem Jahr 2013 geht hervor, dass der Schutzstatus aufgehoben wurde, da der Räuberberg als Bodendenkmal und als Teil des NSG Schwenower Forst bereits geschützt ist.

### Pflanzen

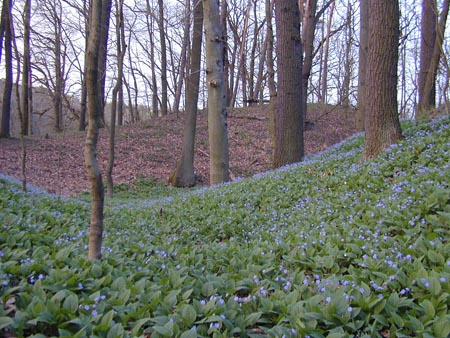
Frühlings-Gedenkemein auf dem Räuberberg

Das Naturschutzgebiet Schwenower Forst ist Teil des kohärenten europäischen ökologischen Netzes besonderer Schutzgebiete Natura 2000. Der Steckbrief des Bundesamtes für Naturschutz (BfN) charakterisiert das 746 Hektar umfassende FFH-Gebiet unter der Nummer 3850-301 wie folgt: Ausgedehntes Waldgebiet mit strukturreichen Laubmischwäldern unterschiedlicher Feuchtestufe, eingeschaltet eine Reihe mesotropher Moore. Randlich Grünlandflächen mit nährstoffarmen Wiesen sowie Fließgewässerabschnitte mit Altwässern.
Eichen, einzelne Kiefern und Hainbuchen bilden das Kronendach des Räuberbergs. Am Boden wachsen Wiesen-Primeln, Buschwindröschen und aus der Familie der Süßgräser bildet die Wald-Zwenke dichte Horste. Im Frühjahr leuchten in der Senke zwischen den beiden Wallhügeln zwei ausgedehnte Farbteppiche mit himmelblauen Kronblättern des Frühlings-Gedenkemeins. Der in Deutschland eingebürgerte Neophyt wurde vor allem in der Zeit der Romantik in Gärten und Landschaftsparks als Bodendecker und Wegeeinfassung angepflanzt. Das reiche Vorkommen auf der Talsandinsel geht sehr wahrscheinlich auf Pflanzungen des 1814 verstorbenen Gutsbesitzers und Forstmanns Carl Starnitzky zurück, der seine Lieblingshunde auf dem Räuberberg beerdigen ließ.